# Chlorurus
Chlorurus ist eine Gattung der Papageifische. Es gibt 18 Arten, die im Indischen Ozean, im Roten Meer, im Persischen Golf sowie im westlichen, zentralen und östlichen Pazifik einschließlich Hawaii vorkommen.

## Merkmale
Chlorurus-Arten haben einen mäßig hochrückigen Rumpf und einen abgerundeten Kopf mit einem ausgeprägten Stirnbuckel bei alten Exemplaren. Die zu Zahnplatten verschmolzenen Zähne in Ober- und Unterkiefer sind frei und werden nicht von den Lippen bedeckt. Die eingekerbten Schneidkanten der Zahnplatten stehen genau übereinander. Die Zähne sind weißlich, grün oder blaugrün gefärbt. Auf der Prämaxillare liegen auch seitliche liegende Eckzähne. Die Anzahl der Kiemenrechen liegt bei 42 bis 75. Die Nasenöffnungen sind sehr klein, aber ungleich groß. Die Brustflossen werden von 15 bis 16 Flossenstrahlen gestützt, selten sind es 14. Die Stacheln der Rückenflosse sind flexibel. Vor dem vordersten Rückenflossenstachel liegen 3 bis 4 Schuppen. Auf den Wangen befindet sich je zwei oder drei Schuppenreihen, auf dem Interoperculum liegt eine lange Schuppenreihe.

## Lebensraum und Lebensweise
Alle Chlorurus-Arten leben in Korallenriffen. Anders als die Scarus-Arten beißen die Chlorurus-Arten beim Fressen in das Substrat, auf dem ihre aus Algen und sonstigem Aufwuchs bestehende Nahrung wächst. Sie spielen damit eine wichtige Rolle bei der Bioerosion der Riffe.

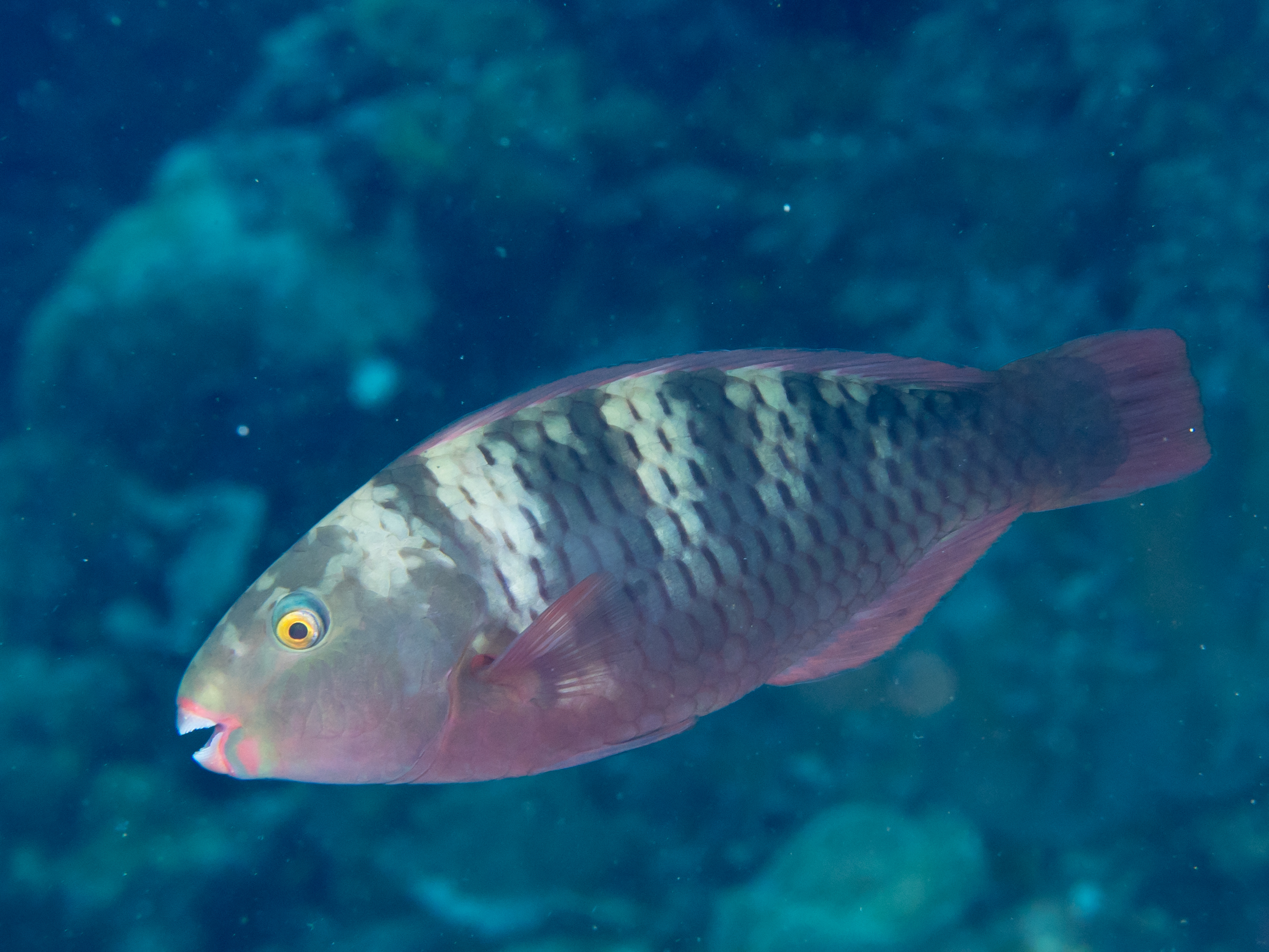
Chlorurus bleekeri

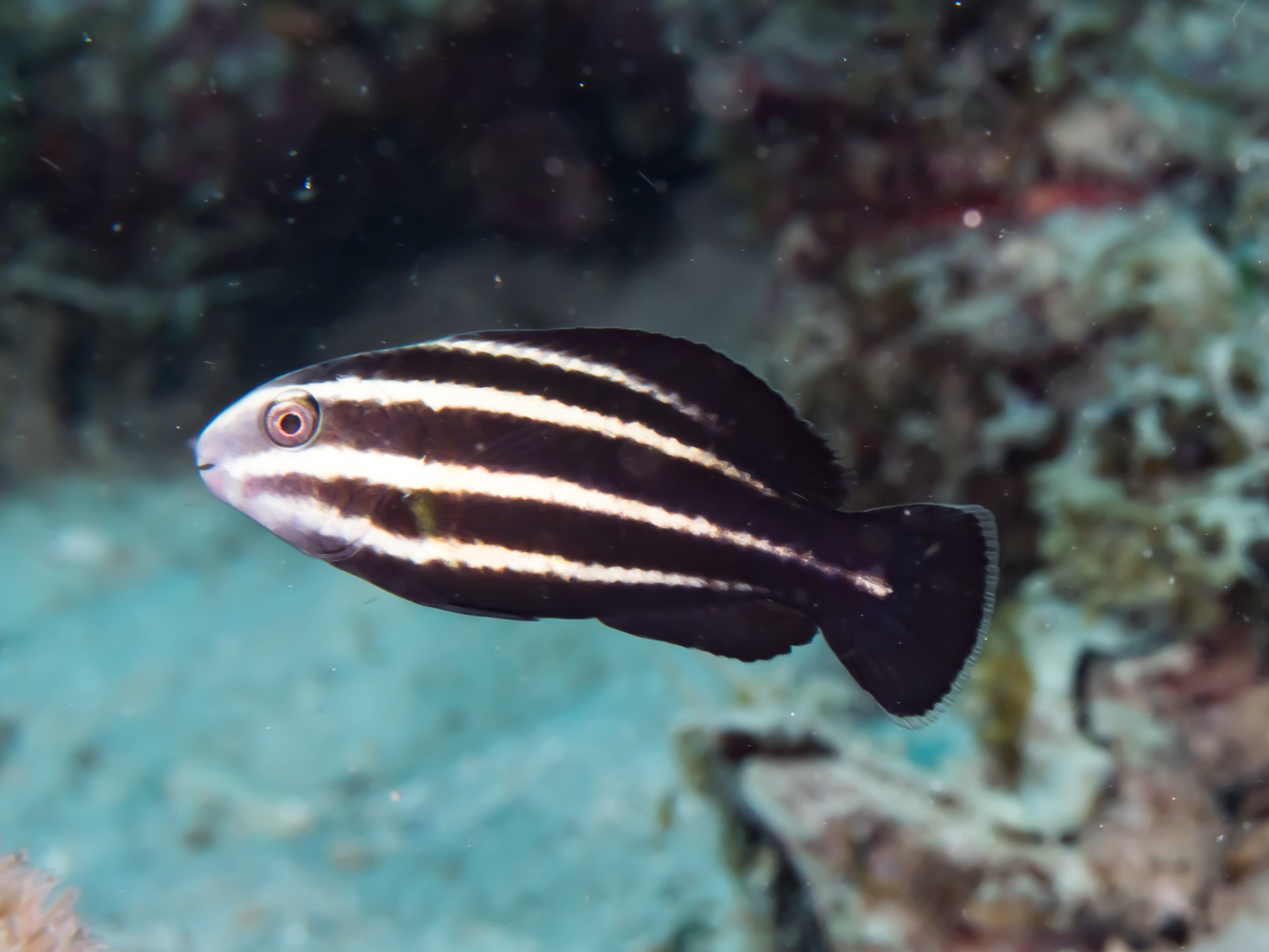
Chlorurus microrhinos

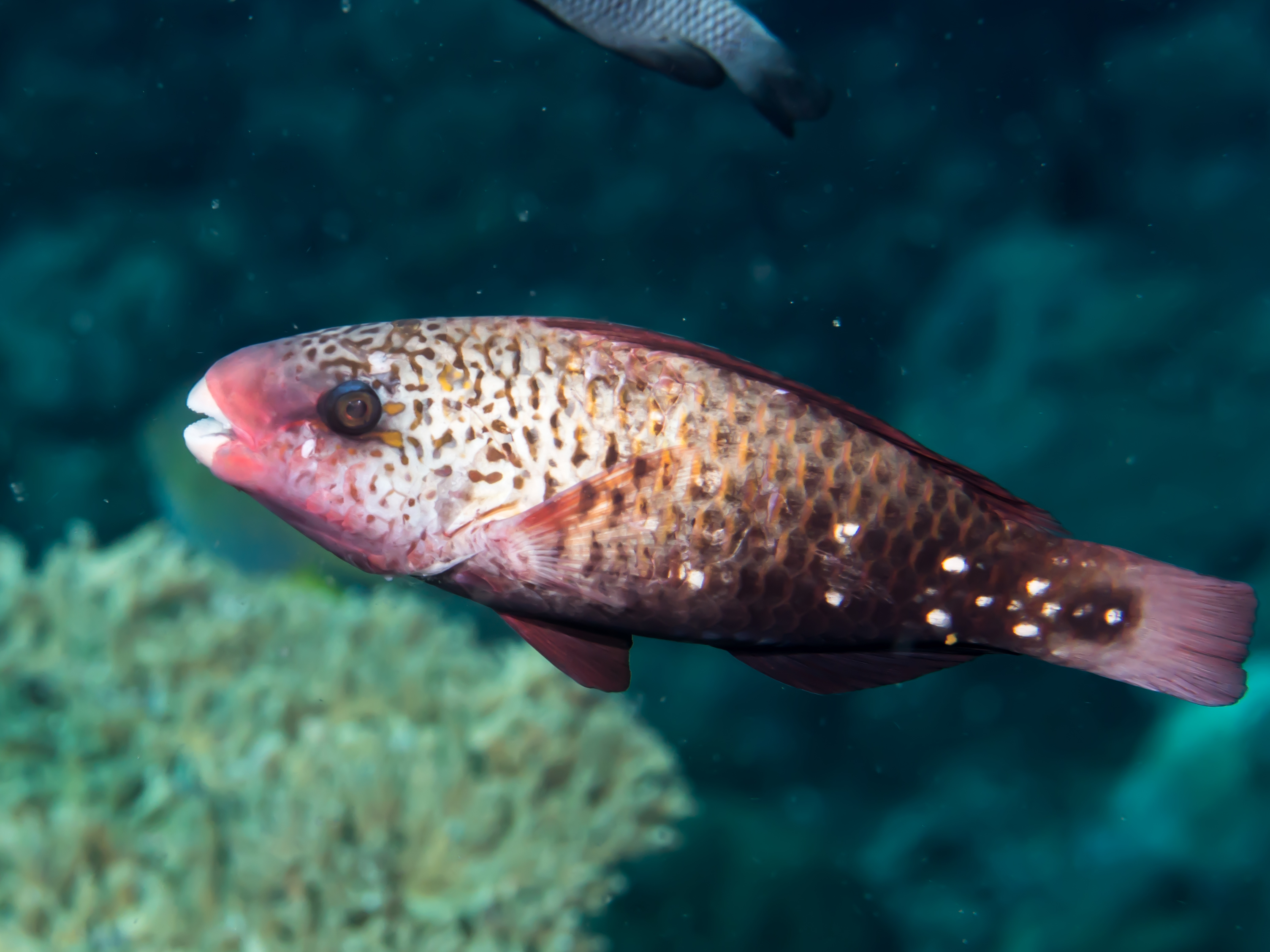
Chlorurus sordidus

## Arten
Zur Gattung Chlorurus gehören 18 Arten:
- Chlorurus atrilunula (Randall & Bruce, 1983)
- Bleekers Papageifisch (Chlorurus bleekeri) (de Beaufort in Weber & de Beaufort, 1940)
- Chlorurus bowersi (Snyder, 1909)
- Chlorurus capistratoides (Bleeker, 1847)
- Chlorurus cyanescens (Valenciennes in Cuvier & Valenciennes, 1840)
- Chlorurus enneacanthus (Lacépède, 1802)
- Chlorurus frontalis (Lacépède, 1802)
- Chlorurus gibbus (Valenciennes, 1840)
- Chlorurus frontalis (Valenciennes in Cuvier & Valenciennes, 1840)
- Chlorurus genazonatus (Randall & Bruce, 1983)
- Chlorurus gibbus (Rüppell, 1829)
- Chlorurus japanensis (Bloch, 1789)
- Chlorurus microrhinos (Bleeker, 1854)
- Chlorurus oedema (Snyder, 1909)
- Chlorurus perspicillatus (Steindachner, 1879)
- Chlorurus rhakoura Randall & Anderson, 1997
- Chlorurus sordidus (Forsskål, 1775)
- Chlorurus spilurus (Valenciennes, 1840)
- Chlorurus strongylocephalus (Bleeker, 1854)
- Chlorurus troschelii (Bleeker, 1853)